# مسئولیت حمایت

آر تو پی R2P یک اصل است که اقدامات اجباری را قانونی می‌داند

مسئولیت حمایت یا «آر تو پی» (به انگلیسی: R2P یا RtoP) که مختصر شدهٔ (Responsibility to Protect) است، اشاره به «اصل مسئولیت حمایت» است و بر اساس آن، حکومت نه یک امتیاز، بلکه یک «مسئولیت» است که رهبران نسبت به آحاد مردم باید دارا باشند.
هر حکومتی وظیفه دارد که از مردم خود علیه کشتار دست جمعی، جنایت جنگی، پاکسازی نژادی یا قومی و جنایت علیه بشریت حمایت کند. این مسئولیت مستلزم پیشگیری از این گونه جنایات از طریق ابزارهای مناسب و ضروری است.
بر این اساس یک حکومت نباید علیه مردم خودش به جنگ و کشتار دست بزند و این ستم را با «حق حاکمیت» و اصولی چون «عدم دخالت» و «برابری دولتها» توجیه کند.
اگر حکومتی از زیر بار این مسولیت شانه خالی کند و علیه مردم خودش به داغ و درفش متوسل شود و جنگ و کشتار دست جمعی راه بیندازد، جامعه بین‌الملل حق دخالت در آن کشور را دارد.
این دخالت از آغاز قهرآمیز و مسلحانه نیست. جامعه بین‌الملل می‌تواند در بدو امر با آن حکومت برخورد حقوقی کرده و از بُعد سیاسی و اقتصادی در تنگنا قرار دهد تا از آزار مردم خودش دست بردارد اما این دخالت می‌تواند به برخورد نظامی هم کشیده شود، دخالتی که باید تغییر اوضاع را در چشم‌انداز خودش داشته باشد و به دور و تسلسل جنگ و کشتار پایان دهد. ضمناً این دخالت نظامی باید واقعاً اجتناب ناپذیر باشد؛ یعنی روش‌های دیپلماتیک جواب نداشته باشد.
نکته دیگر اینکه این دخالت لزوماً سقوط حکومت ضد مردمی را از ابتدای امر در نظر نداشته باشد و سرنگونی حکومت خاطی (حتی اگر اعلام نشود) هدف از پیش تعیین شده آن نباشد.
اصل «مسئولیت حمایت» (آر تو پی) پس از حوادث دردناکی که در رواندا در سال ۱۹۹۴ روی داد در دستور کار نمایندگان سازمان ملل قرار گرفت و کوفی عنان برای اجرایی شدن آن تلاش زیادی کرد. دوازده سال بعد در سال ۲۰۰۶ شورای امنیت سازمان ملل آن را در دو پاراگراف (پاراگرافهای ۱۳۸ و ۱۳۹) تصویب کرد.
اصل «مسئولیت حمایت» (آر تو پی) در واقع می‌گوید: یک حکومت نباید بر ضد مردم خود باشد. اما این ضدیت آنگاه می‌تواند به دخالت نظامی منجر شود، که در قالب اقدام به کشتار دست جمعی، پا کسازی نژادی یا قومی، جنایت جنگی یا جنایت علیه بشریت صورت پذیرفته باشد. از نظر بیرونی چنین حکومتی خطری جدی برای خلقهای دیگر است که باید با آن مقابله کرد.
حکومتهای جبار با پیش کشیدن مباحث وقت گیر که «هر کشوری بنا به مصلحت‌های سیاسی و اقتصادی تعبیر خاصی از حقوق بشر دارد و باید به ویژگی‌های آئینی و تاریخی هر جامعه توجه نمود…»
و، مناقشه بر سر تعریف «جنایت علیه بشریت» و معنی کشتار و… کوشیده‌اند اصل مزبور را زیر پا بگذارند و تاحدودی هم موفق شده‌اند.
در بالکان، زمان میلوسویچ که او علیه مردم خود به جنگ و کشتار دست جمعی دست زد و کشتار هولناک سربرنیتسا در یوتیوب شاهد آن است و نیز در وقایع لیبی، ناتو به وکالت شورای امنیت سازمان ملل، با حملات هوایی دخالت کرد.
روسیه در حمله به گرجستان و فرانسه برای دخالت در میانمار (بعد از گردباد ویرانگری که در میانمار روی داد) به «آر تو پی» متوسل شدندو عنوان شد R2P یک اصل است که اقدامات اجباری را قانونی می‌داند.

## انتقادات
مسئولیت حمایت و بعضی از پیاده‌سازی‌های مشخص آن از سوی برخی دولت‌ها و افراد مورد انتقاد قرار گرفته‌است.

### مداخله نظامی
مسئله مداخله نظامی بر اساس اصل سوم مسئولیت حمایت جدل‌انگیز مانده‌است. کشورهای متعددی استدلال کرده‌اند که مسئولیت حمایت نباید به جامعه بین‌المللی اجازه دهد به‌طور نظامی در کشورها مداخله کنند، زیرا در این صورت حاکمیت مورد نقض قرار خواهد گرفت. دیگران استدلال کرده‌اند که این مداخله جزء لازم مسئولیت حمایت است، و به عنوان آخرین چاره برای متوقف سازی جنایات دسته جمعی لازم است. استدلال مرتبطی پیرامون این مسئله این است که آیا معیارهای مشخصی باید برای تعیین این که شورای امنیت باید اجازه مداخله نظامی را بدهد یا نه باید تدوین شود.

### مشکلات ساختاری
رولند پاریس دانشمند علوم سیاسی، از حامیان مسئولیت حمایت، استدلال می‌کند که مشکلات متعددی در خصوص کارامدی و مشروعیت ذاتیِ مسئولیت حمایت وجود دارد که آن را در برابر انتقادات آسیب‌پذیر می‌کند: «هر چه مسئولیت حمایت بیشتر به عنوان مبنایی برای کنش نظامی به کار گرفته شود، بی‌اعتبار شدنش محتمل تر است، اما به طرزی تناقض آمیز، همین مسئله در صورت استفاده نشدن از ابزارهای اعمال زور مسئولیت حمایت نیز صدق می‌کند.»